# Ewa Wiśnierska
Ewa Wiśnierska (geb. Cieślewicz; * 23. Dezember 1971 in Nysa, Polen) ist eine Gleitschirmpilotin. Sie war Mitglied der deutschen Nationalmannschaft und gewann mehrfach Wettbewerbe des Paragliding World Cups, darunter 2005 die Gesamtwertung. Seit einem Gewitterdurchflug 2007 setzt sie sich verstärkt für Sicherheit im Gleitschirm-Wettkampfsport ein.

## Leben
2000 hat Wiśnierska mit dem Gleitschirmfliegen in Polen angefangen. Seit 2004 ist sie Wettkampfpilotin und Mitglied der deutschen Nationalmannschaft im Gleitschirmfliegen.
Am 5. Dezember 2007 flog sie in Südafrika eine Strecke von 300,4 km (open distance) und überbot damit den deutschen Rekord von 219 km. Sie hätte sogar genügend Höhe gehabt, um im Gleitflug die letzten 4 km zu einem neuen Weltrekord zu schaffen, der bei 302,9 km lag, entschloss sich jedoch stattdessen zu einer sicheren Landung, um nicht in ein Lee zu geraten.
Im Juli 2008 wurde Ewa Wisnierska Europameisterin. Auch bei diesem Wettbewerb blieb sie ihrem Vorsatz treu, keine unnötigen Risiken einzugehen und nur bei sicheren Bedingungen zu fliegen.
Bei den Weltmeisterschaften in Valle de Bravo (Mexiko) im Januar 2009 entschied sich Wisnierska für den vorzeitigen Abbruch des Wettbewerbs. Die Bedingungen waren extrem anspruchsvoll und führten schließlich zum Unfalltod des Piloten Stefan Schmoker aus dem Schweizer Team. Danach zog sich die Spitzensportlerin aus Wettkämpfen zurück, um ihr Wissen und ihren Erfahrungsschatz im Rahmen ihrer neu gegründeten Flugschule und ihrer Akademie für Persönlichkeitsbildung weiterzugeben.
Wisnierska ist eine Heilpraktikerin für Psychotherapie, Motivations-Coach und Hypnose-Therapeutin. Sie lebt in Aschau im Chiemgau, wo sie als Gleitschirm-Fluglehrerin eine Flugschule betreibt. Außerdem bietet sie Vorträge und Seminare zur Persönlichkeitsbildung und Motivation.

## Wichtigste sportliche Erfolge
| Jahr | Bewerb                                  | Platzierung                             |
| ---- | --------------------------------------- | --------------------------------------- |
| 2004 | Paragliding European Championship       | 2. Rang Damen                           |
| 2004 | Int. Swiss Open                         | 1. Rang Damen                           |
| 2004 | Int. Nordic Open                        | 2. Rang, 1. Rang Damen                  |
| 2004 | Int. German Championship                | 6. Rang, 1. Rang Damen                  |
| 2004 | Int. Berchtesgaden Open                 | 1. Rang Damen                           |
| 2004 | German Cup                              | Gesamtsieg Overall                      |
| 2005 | Paragliding World Cup                   | Gesamtsieg Damen                        |
| 2005 | Paragliding World Cup Portugal          | 1. Rang Damen                           |
| 2005 | Paragliding World Cup Italien           | 1. Rang Damen                           |
| 2005 | Paragliding World Cup Serbien           | 1. Rang Damen                           |
| 2005 | Paragliding World Cup Frankreich        | 1. Rang Damen                           |
| 2005 | Int. German Championship                | 1. Rang Damen                           |
| 2005 | Gleitschirmweltmeisterschaft            | 2. Rang Damen                           |
| 2006 | World Paragliding Ranking List          | 1. Rang Damen                           |
| 2006 | Paragliding European Championship       | 2. Rang Damen                           |
| 2006 | Paragliding World Cup Österreich        | 1. Rang Damen                           |
| 2006 | Int. German Championship                | 1. Rang Damen                           |
| 2006 | Paragliding World Cup Brasilien         | 1. Rang Damen                           |
| 2007 | Deutscher Rekord open distance 300,4 km | Deutscher Rekord open distance 300,4 km |
| 2007 | World Cup Overall                       | 2. Rang Damen                           |
| 2007 | World Cup Argentina                     | 2. Rang Damen                           |
| 2007 | World Cup Turkey                        | 2. Rang Damen                           |
| 2007 | German League                           | 1. Rang Damen                           |
| 2007 | Schmittenpokal                          | 6. Rang Overall                         |
| 2007 | Schmittenpokal                          | 1. Rang Damen                           |
| 2007 | German Championship                     | 1. Rang Damen                           |
| 2007 | World Cup Italy                         | 2. Rang Damen                           |
| 2007 | Greifenburg Open                        | 1. Rang Damen                           |
| 2007 | Monarca Open Mexico                     | 1. Rang Damen                           |
| 2008 | World Paragliding Ranking List          | 1. Rang Damen                           |
| 2008 | World Cup overall                       | 2. Rang Damen                           |
| 2008 | World Cup Castelo / Brasilien           | 1. Rang Damen                           |
| 2008 | European Championship                   | 1. Rang Damen                           |
| 2008 | World Cup Castejon / Spanien            | 1. Rang Damen                           |
| 2009 | World Paragliding Ranking List          | 1. Rang Damen                           |
| 2009 | int. Bavarian Championship              | 1. Rang Damen                           |
| 2009 | Deutsche Meisterin                      | Deutsche Meisterin                      |
| 2009 | German League                           | 1. Rang Damen                           |
| 2010 | Nepal Paragliding Open                  | 1. Rang sport class                     |

## Gewitterdurchflug
Am 14. Februar 2007 flog Wiśnierska beim Training für die Weltmeisterschaft in Australien in der Nähe einer entstehenden Überentwicklung. Sie geriet in einen Cumulonimbus, wurde darin in eine Höhe über 10.000 m gezogen und Lufttemperaturen um −50 °C ausgesetzt. Dort verlor sie zeitweise das Bewusstsein. Nach dreieinhalb Stunden landete sie 60 km nördlich des Startplatzes am Mt. Borah. Wiśnierska erlitt Erfrierungen an Gesicht, Ohren und Unterschenkeln, trug aber sonst keine schweren oder bleibenden Verletzungen davon. Der 42-jährige chinesische Gleitschirmpilot He Zhongpin kam im selben Gewitter ums Leben.